# Rachid Rokki
Rachid Rokki (Casablanca, 8 novembre 1974) è un allenatore di calcio ed ex calciatore marocchino, di ruolo attaccante.

## Palmarès

### Club

#### Competizioni nazionali
- Qatar Crown Prince Cup: 1

Al-Khor: 2005
- Sheikh Jassem Cup: 1

Al-Khor: 2003

#### Competizioni internazionali
- Coppa della Confederazione CAF: 1

FUS Rabat: 2010